# Kopinata
Kopinata is een geslacht van vliesvleugeligen uit de familie bronswespen (Chalcididae). De wetenschappelijke naam van dit geslacht is voor het eerst geldig gepubliceerd in 1988 door Boucek.

## Soorten
Het geslacht Kopinata is monotypisch en omvat slechts de volgende soort:
- Kopinata partirubra Boucek, 1988